# Fortaleza de Onor

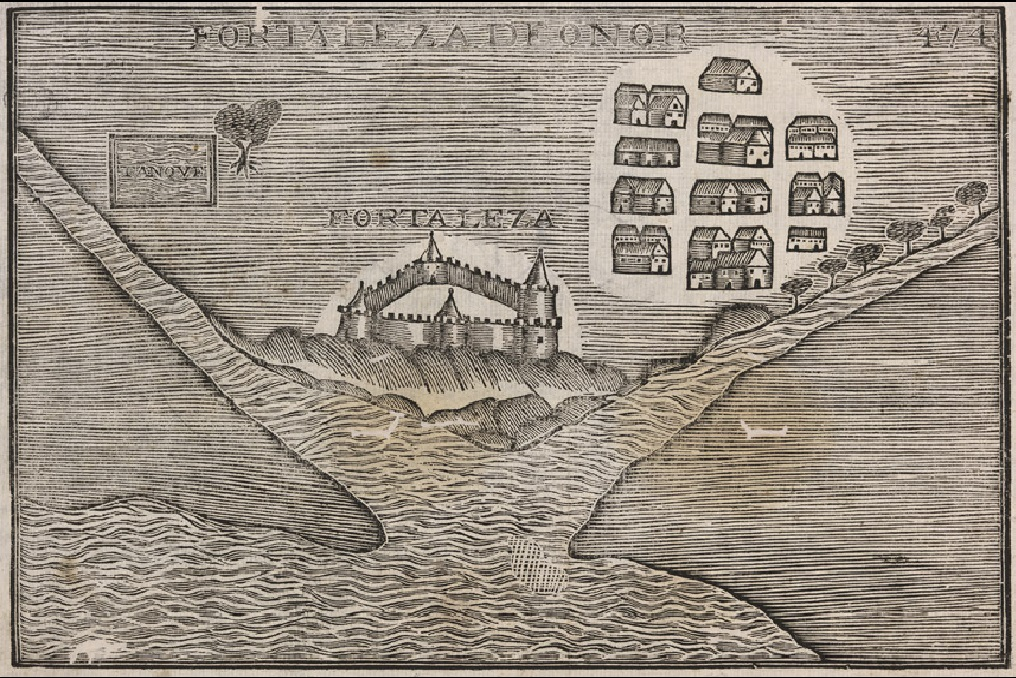
A fortaleza de Onor.

A Fortaleza de Onor foi uma antiga fortificação portuguesa na Índia. Foi fundada em 1565 e perdida em 1654.
Onor é uma cidade portuária na Índia que fazia parte do Reino de Garçopa e foi visitada pela primeira vez pelos portugueses em 1503. A região produzia pimenta de qualidade superior e em 1505 foi celebrado um tratado entre Portugal e os seus reis. Em 1565, devido a hostilidade entre os dois países e devido à questão da pimenta a cidade foi conquistada pelo vice-rei D. Luís de Ataíde. A construção da fortaleza foi dirigida por Simão de Ruão e tinha 880 metros de perímetro e 11 baluartes redondos. No seu interior viviam portugueses casados com mulheres da região e duas igrejas, dedicadas a Santa Catarina e Santo António. A fortaleza foi atacada em Julho-Agosto de 1653 por Shivappa, naique de Iqueri e foi conquistada após um prolongado cerco de dois anos, com a ajuda de navios e artilheiros holandeses da Companhia Holandesa das Índias Orientais.